# Rian de Waal
Adriaan (Rian) de Waal (Welkom, Zuid-Afrika, 8 mei 1958 – Utrecht, 25 mei 2011) was een Nederlands pianist.

## Opleiding
De Waal was een zoon van Sofia Johanna van Genderen en Cornelis de Waal. Het gezin kwam in 1960 naar Nederland. Hij kreeg al vanaf zijn vijfde, wonende in provincie Utrecht, pianoles; vader zat weleens achter het orgel.
Naast die studie rondde hij het atheneum af. Ongeveer vanaf 1973 pakte hij zijn pianostudie serieus aan. De Waal studeerde cum laude af bij Edith Grosz aan het Sweelinck Conservatorium in Amsterdam. Daarna volgde hij masterclasses bij onder meer Leon Fleisher en Rudolf Serkin. Daarnaast kwam hij in contact met onder anderen Jorge Bolet en Earl Wild. 

## Prijzen en onderscheidingen
In 1983 was De Waal finalist (7de prijs) bij de Koningin Elisabethwedstrijd in Brussel. De cd-opname van Franz Liszts Totentanz onder leiding van Jos van Immerseel (2004/06 bij Zig-Zag Territoires) kreeg de Grand Prix du Disque de l'Académie Charles Cros en werd genomineerd voor de Preis der Deutschen Schallplattenkritik.

## Activiteiten
De Waal was actief als solist met orkest, als kamermusicus en recitalspeler in Nederland en daarbuiten (Europa, Noord-Amerika en Azië). Hij speelde onder meer met het Radio Filharmonisch Orkest, het Noord Nederlands Orkest, Holland Symfonia, het Rotterdams Philharmonisch Orkest, het Residentie Orkest, het Nederlands Philharmonisch Orkest, het Orkest van het Oosten, Het Gelders Orkest, Het Brabants Orkest, de Stuttgarter Philharmoniker, de City of London Sinfonia en het Pools Kamerorkest. Hij speelde daarbij onder leiding van onder meer Riccardo Chailly (drie keer met het Koninklijk Concertgebouworkest met werken van Liszt), Hans Vonk, Hartmut Haenchen, Jan Willem de Vriend, Arild Remmereit, Michel Tabachnik en Jaap van Zweden.
Kamermuziek maakte hij onder anderen met violist Moshe Hammer, cellist Tsuyoshi Tsutsumi en klarinettist James Campbell, met wie hij het ensemble Da Camera vormde. Ook speelde hij met de strijkkwartetten St. Lawrence en Allegri (Engeland) en het Tokyo-strijkkwartet.
De Waal maakte opnamen voor radio en televisie, en plaatopnamen van werken van onder anderen Mendelssohn, Brahms, Tsjaikovski, Leopold Godowsky en Liszt.
Tot slot was De Waal actief als artistiek leider van het Peter de Grote Festival in Groningen (sinds 2006). Hij was samen met zijn echtgenote de zangeres Marion van den Akker initiatiefnemer van het Rhijnauwen Kamermuziek Festival in Bunnik en vanaf 2008 van de opvolger daarvan, het Kamermuziek Festival op Kasteel Amerongen. De Waal speelde op het Chopinfestival in Den Haag, waarvan hij ook artistiek leider was. Hij was hoofdvakdocent piano aan het Koninklijk Conservatorium in Den Haag.
De Waal, die al enkele jaren ernstig ziek was, heeft zondagavond 22 mei 2011 afscheid genomen van zijn klas conservatoriumleerlingen. Hij overleed op 25 mei 2011 aan de gevolgen van een grawitztumor (niercelkanker).

## Bijzondere projecten
In 2004 en 2006 maakte De Waal Europese tournees met het orkest Anima Eterna onder leiding van Jos van Immerseel met respectievelijk Franz Liszts Totentanz en het pianoconcert in a klein van Grieg, waarbij hij speelde op een pianoforte van Sébastien Erard uit 1896. 
De Waal was een groot pleitbezorger van pianotranscripties van muziek voor andere bezettingen. Hij gaf recitals met de naam recitalks, waarin hij pianotranscripties speelde en verhalen vertelde over de achtergrond van deze muziek. Hij schreef een boek over virtuoze pianotranscripties, dat een jaar na zijn overlijden is gepubliceerd onder de titel Metamorphoses: the art of the virtuoso piano transcription samen met zes begeleidende cd's door hemzelf gespeeld. Daarnaast propageerde hij vele jaren met grote passie de muziek van componist Jochem Slothouwer.
Met zijn vrouw, de mezzosopraan Marion van den Akker, kocht hij in 2002 een boerderij aan het Zuiderdiep in Valthermond (Drenthe). Zij maakten van de boerderij een concertboerderij, "Onder de linden", waar klassieke concerten werden gegeven georganiseerd door de stichting "Klassiek in 't veen". Na het overlijden van De Waal in 2011 werden deze concerten voortgezet.
- Bibliothèque nationale de France: cb13893246d (data)
- Gemeinsame Normdatei: 134734254
- International Standard Name Identifier: 0000 0000 5514 773X
- Library of Congress Control Number: n94038734
- MusicBrainz: 1c041c1c-10ff-4e09-a2f3-97dcb98046b0
- Nederlandse Thesaurus van Auteursnamen: 07318540X
- Virtual International Authority File: 61731517
- WorldCat: E39PBJbCGFWF6qRgHQqbdtPmh3